# Giacomo Albini
Giacomo Albini (... – 1348) è stato un medico italiano.

De sanitatis custodia, 1906

Fu medico dei principi di Acaia dal 1320 circa e nel 1324 medico del Comune di Moncalieri, dove ebbe vari uffici.

## Opere
- (LA) Giacomo Albini, De sanitatis custodia, a cura di G. Carbonelli, collana Biblioteca della Società Storica Subalpina, Testi 2, Pinerolo, Tipografia sociale, 1906. URL consultato il 5 maggio 2015.